# Stratford (stanice metra v Londýně)
Stratford je stanice metra v Londýně, otevřená 20. června 1839. Nachází se na linkách:
- Central Line (mezi stanicemi Mile End a Leyton)
- Jubilee Line (zde linka končí, před touto stanicí je stanice West Ham)
- DLR
- Overground
- Crossrail
- National Rail

| Rok  | Počet cestujících |
| ---- | ----------------- |
| 2011 | 48,57 mil.        |
| 2012 | 50,96 mil.        |
| 2013 | 54,50 mil.        |
| 2014 | 59,31 mil.        |